# 乗り物酔い防止薬
乗り物酔い防止薬（のりものよいぼうしやく）は、乗り物の揺れにより生じるめまいや吐き気などの症状、いわゆる乗り物酔いを抑える目的で処方される医薬品の総称。俗に酔い止めとも呼ばれる。一般用医薬品としては、第2類医薬品に分類される。

## 概要
乗り物酔いを起こす動物の種類が限られており、動物実験が困難であるため研究はあまり進んでいない。有効成分は抗ヒスタミン薬やスコポラミンが使われているが、実験による裏付けが必ずしも十分でなく、効果や副作用の点で問題が少なくない。今後の新薬開発の余地が多く残されている分野であると言える。
いずれの薬も、嘔吐が始まってからでは効果が期待できないため、有効成分にもよるが、一般に乗り物に乗る30分～1時間前に服用する。乗り物酔いは心理的効果が大きく現れるため、プラセボ効果も無視できない。

## 主要成分
- 鎮暈薬
  - 塩酸ジフェニドール - 椎骨脳底動脈の循環を改善し、椎骨動脈血流障害によるめまいの改善、内耳神経のひとつである前庭神経路の調整作用を有する。処方箋医薬品として内耳障害によるめまい、一般用医薬品としての鎮暈薬として承認されており、一日最大量は医療用150mg、一般用75mgである。
- 抗ヒスタミン薬
日本で市販されている乗り物酔い防止薬の多くが、抗ヒスタミン薬を主成分としている。1947年にアメリカ合衆国のジョンズ・ホプキンス大学附属病院で、通院により蕁麻疹の治療を受けていた妊婦が、ジメンヒドリナートを服用した日に自動車酔いをしなかったことから、乗り物酔い防止効果の発見につながった[2][3]。緑内障には禁忌で、眠気の副作用があるため、乗り物を運転する者の服用は控える。
  - ジフェンヒドラミン - 前庭の機能抑制と制吐作用がある。成人の通常用量は50mgで、乗り物に乗る30分～1時間前の服用が効果的である。眠気や抗コリン作用などの副作用がある。
  - メクリジン - 他の抗ヒスタミン薬に比べて効果の発現は遅いが、持続時間が長いため長時間の移動に効果的である。成人の通常用量は12.5～25mgで、乗車の1～24時間前に服用する。
  - プロメタジン - 抗ヒスタミン薬の中でも強い抗動揺病作用と制吐作用があるが、抗コリン作用・鎮静作用も強い。
  - クロルフェニラミン - 文献的には、乗り物酔いには効果が薄いとされているが、多くの乗り物酔い防止薬に配合されている。
- 抗コリン薬
1940年代から乗り物酔い防止にスコポラミンが用いられている。日本では用量0.3～0.6mgの臭化水素酸スコポラミンが内服薬として処方され、作用の持続時間は約4時間である。高用量では記憶障害や作業能力低下などの副作用が見られ、アメリカ合衆国では副作用を軽減するため、アンフェタミンを併用することがある。消化管から吸収されやすい反面肝臓で分解されやすく、これを防ぐため欧米では経皮吸収を目的とした貼付薬も市販されている。アトロピンなどの末梢性抗コリン薬は、スコポラミンに比べ効果は弱い。
- 局所知覚麻酔薬
胃粘膜への刺激を緩和し、嘔吐中枢を抑制するため、アミノ安息香酸エチルが配合される。6歳未満の幼児は禁忌。
- 鎮静薬
ブロムワレリル尿素、アリルイソプロピルアセチル尿素が配合され、吐き気・めまいの抑制や不安・緊張の緩和に効果を持つ。作用の発現は早いが、持続時間は短い。服薬すると眠気が出るため、乗り物の運転や機械の操作は禁止。
- 中枢神経興奮薬、キサンチン誘導体
感覚混乱の抑制および、眠気など中枢性の副作用軽減のため、カフェインやテオフィリン類が配合される。
- 矯味矯臭剤
味・匂いの調整や、清涼感による胸のむかつきを抑えるため、ハッカ油やメントールが配合される。
- ビタミン
中枢神経正常化のため、ビタミンB6をはじめとするビタミンB群およびそれらの誘導体、並びにそれらの塩類が配合される。